# Clostera paraphora
Clostera paraphora är en fjärilsart som beskrevs av Dyar 1921. Clostera paraphora ingår i släktet Clostera och familjen tandspinnare. Inga underarter finns listade i Catalogue of Life.